# Сдохнуть нужно, чтоб вы приехали
«Сдохнуть нужно, чтоб вы приехали» — российская комедийная драма 2021 года режиссёров и сценаристов Армена Акопяна и Дмитрия Тархова, снятая по пьесе Дмитрия Тархова.

## Сюжет
Жители Земли живут в ожидании неизбежной катастрофы, которая произойдёт со дня на день. К планете приближается комета, которая уничтожит всё живое. Немолодая супружеская пара — Андрей и Анна из небольшого провинциального городка в последний день жизни с надеждой ждут в гости двоих взрослых сыновей, которые уже девять с лишним лет не навещали своих родителей. Андрей и Анна пытаются переосмыслить прожитую жизнь. По возвращении детей в отчий дом вскрывается горькая правда, которая оборачивается грандиозным скандалом. В доме Андрея и Анны воцаряется хаос, возможно, как и в других семьях на планете. Перед неизбежной гибелью каждый хочет прожить оставшееся время по своим законам. Андрею пишет сообщение настырная юная любовница, а за Анной начинает ухаживать её давний поклонник. Любовь, ненависть, давние обиды, надежда и отчаяние перед лицом неизбежного сплетаются в клубок, который невозможно распутать, не пролив крови.

## В ролях
| Актёр              | Роль    |
| ------------------ | ------- |
| Алексей Гуськов    | Андрей  |
| Юлия Ауг           | Анна    |
| Игорь Балалаев     | Жданов  |
| Сергей Уусталу     | Павел   |
| Александр Рычков   | Виктор  |
| Денис Прутов       | Коля    |
| Анастасия Вивденко | Ангелия |

| Актёр               | Роль                  |
| ------------------- | --------------------- |
| Дмитрий Мухамадеев  | падре                 |
| Людмила Лисова      | Софья Владимировна    |
| Артём Четвериков    | художник              |
| Екатерина Кудинская | девушка художника     |
| Яков Белорусов      | Васька                |
| Юрий Нифонтов       | киллер (нет в титрах) |

## Критика
Картина очень камерная, почти не выходящая за пределы театральных решений. Двигателем сюжета становятся отношения главных героев — история знакомства и последующей жизни Андрея и Анны. Правда, в отличие от различных драм здесь появление нового «скелета из шкафа» сопровождается очередным трупом — или сразу несколькими, — что придаёт происходящему оттенок сюрреализма. Но всё портит финал фильма, который делает рассказанную историю подчёркнуто неправдоподобной и снижает градус абсурда практически до нулевого уровня.— Аргументы и факты
«Сдохнуть нужно, чтоб вы приехали» — так называется чёрная комедия о конце света, фильм, который уже успели окрестить «Тарантино в соцреализме».

«Чёрную комедию» в России снимают редко, да и неумело, в основном. В «Сдохнуть нужно, чтоб вы приехали» привлекает и сценарий как жанр, и постановка - своей оригинальностью, и работа актёров - свободой и озорством.— Культура Двух Столиц

## Саундтрек
В фильме используются песни:
| Исполнитель | Песня                       |
| ----------- | --------------------------- |
| Юрий Лоза   | Плот                        |
| «Нэнси»     | Дым сигарет с ментолом      |
| Гари Акопян | Передо мной открылась дверь |

## Фестивали
- В 2021 году картина заняла третье место в конкурсе «Выборгский счёт» на российском кинофестивале «Окно в Европу»[5]
- Фестиваль российского кино в Онфлёре (2021, Франция, Онфлёр)
- Международный кинофестиваль кинематографических дебютов «Дух огня» (2022, Россия, Ханты-Мансийск)[6]:

Приз «Цветы таёжной надежды» за лучшую режиссёрскую работу в российском дебютном фильме — Армен Акопян и Дмитрий Тархов
Приз имени Александра Абдулова «За лучшую мужскую роль в российском дебютном фильме» — Алексей Гуськов
Приз имени Александра Абдулова «За лучшую женскую роль в российском дебютном фильме» — Юлия Ауг
- Национальная кинематографическая премия «Ника» за 2021 год, Лонг-лист (2022, Россия, Москва)
- Festival del Cinema di Castel Volturno (2022, Италия, Кастель-Вольтурно)
- Кинофестиваль дебютных фильмов «Первый пошёл!» (2022, Россия, Санкт-Петербург)[7]